# Cachoeira dos Pretos
A Cachoeira dos Pretos é uma queda d'água no estado de São Paulo. Localiza-se no município de Joanópolis e possui queda livre de 154 metros.
O melhor acesso é pelo município do Joanópolis, mas pode ser feitos de São Francisco Xavier e Monte Verde, porém por estradas de terra. É a maior cachoeira iluminada do Estado de São Paulo.